# Rameau spinal de l'artère ilio-lombaire
Le rameau spinal de l'artère ilio-lombaire est une artère systémique paire de l'abdomen qui vascularise les structures nerveuses de la colonne lombaire : racines de la queue de cheval, dure-mère lombaire et moelle spinale.

## Origine
Le rameau spinal de l'artère ilio-lombaire nait du rameau lombaire de l'artère ilio-lombaire.

### Variation anatomique
Il peut parfois naître directement de l'artère iliolombaire en complément des rameaux lombaire et iliaque

## Trajet
Le rameau spinal de l'artère ilio-lombaire monte médialement dans le canal vertébral en passant par le foramen intervertébral. Il chemine ensuite sur la face antérieure de la dure mère en se divisant en rameaux ascendants et descendants.